# النقل في أندورا
أندورا هي دولة غير ساحلية في أوروبا، تقع بين فرنسا وإسبانيا، والبنية التحتية للنقل فيها تعتمد في المقام الأول على الطرق.

## سكك الحديد

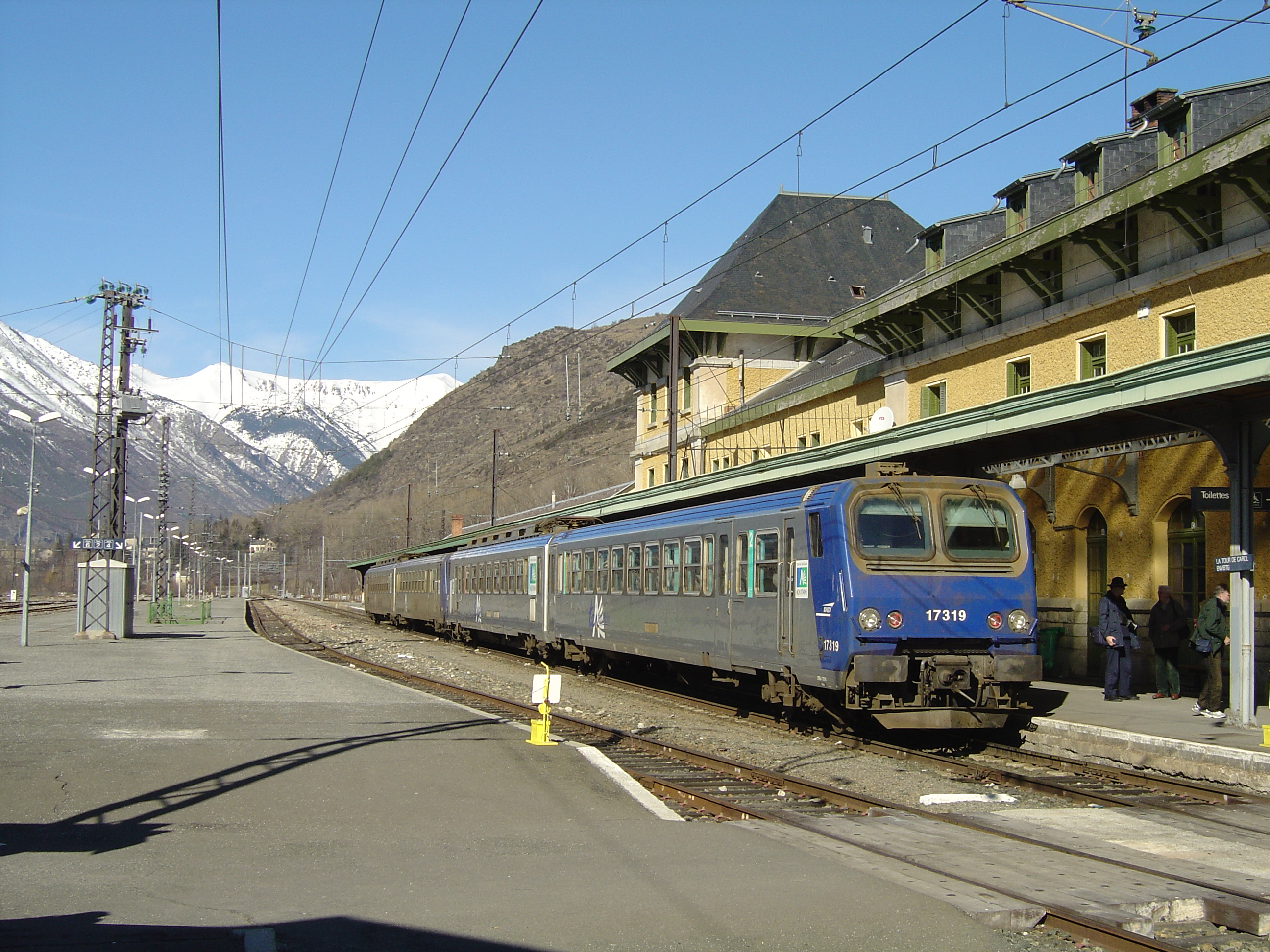
قطار في لاتور دي كارول، إحدى المحطتين اللتين تخدمان أندورا

لا توجد خطوط سكك حديدية في أندورا، ولم يكن لديها خطوط سكك حديدية من قبل، على الرغم من أن الخط الذي يربط بين لاتور دي كارول وتولوز، والذي بدوره يتصل بالقطارات فائقة السرعة الفرنسية في تولوز، يمتد على مسافة 2 كيلومتر (1.2 ميل) من الحدود الأندورية. توجد محطة واحدة في فرنسا متصلة بالحافلة إلى أندورا لا فيلا (تخدمها الشركة الوطنية للسكك الحديدية). كانت خدمة الحافلات تعمل إلى لاتور دي كارول، وتخدمها خط شركة سكك الحديد الفرنسية إلى تولوز وخط إسبانيا من شبكة السكك الحديدية الوطنية الإسبانية إلى برشلونة.  
تم اقتراح نظام جديد للنقل العام، "مترو أيري"، من قبل الحكومة في عام 2004، ولكن لم يتم بناؤه. كان من المفترض أن يكون نظام مترو كابل معلق فوق نهر المدينة. 

## الطرق

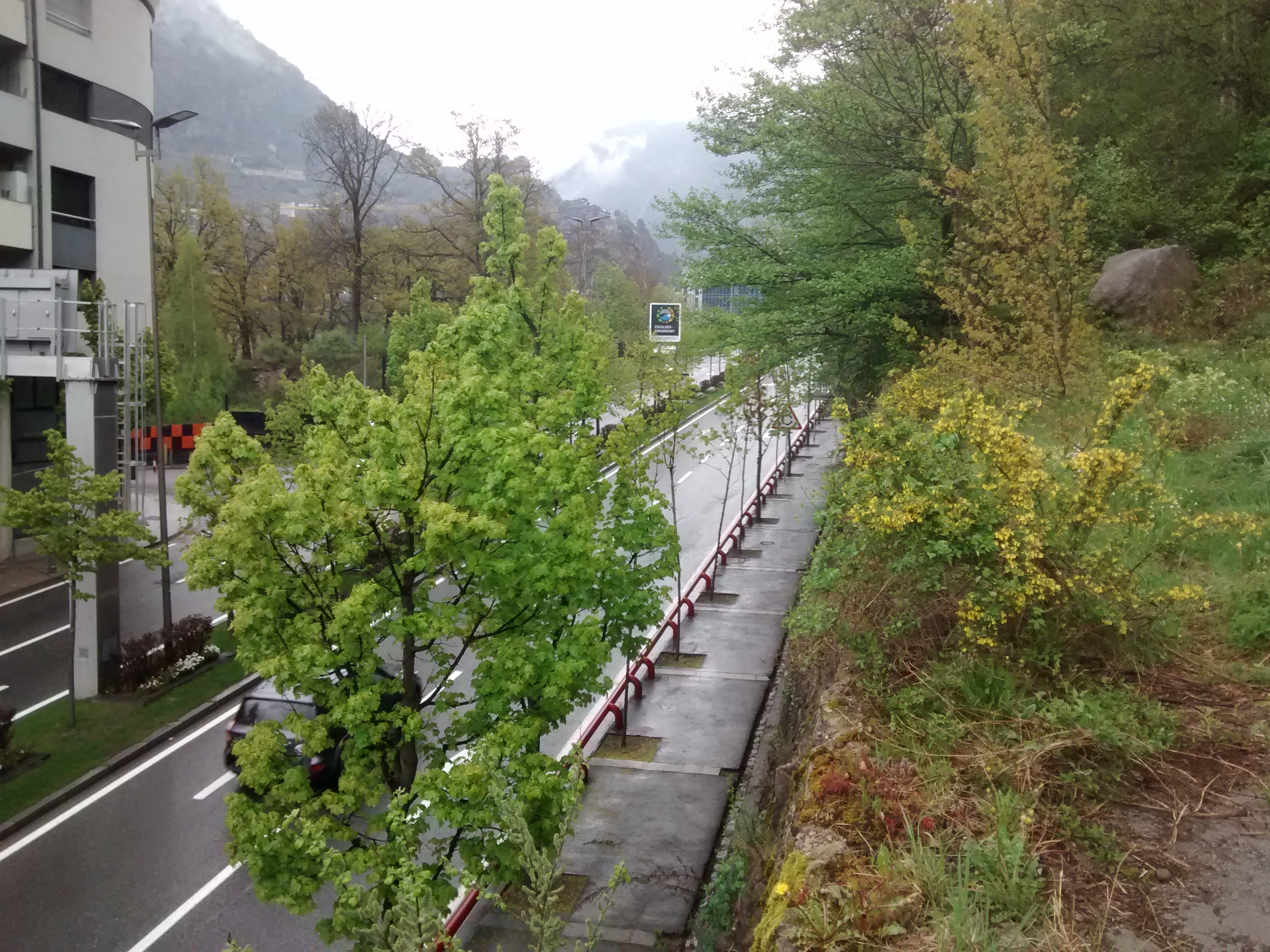
CG-2، طريق رئيسي في أندورا

تتمتع أندورا بشبكة من الطرق يبلغ طولها الإجمالي 269 كـم (167 ميل) منها 198 كـم (123 ميل) معبدة، مما يترك 71 كـم (44 ميل) من الطريق غير المعبدة. الطريق الرئيسي إلى الشمال (فرنسا) يمر عبر ممر إنفاليرا، الذي يبلغ طوله 2,409 متر (7,904 قدم) ولكنه مفتوح على مدار العام حيث يحتوي على نفق أيضًا. الطريقان الرئيسيان للخروج من أندورا لا فيلا هما CG-1 إلى الحدود الإسبانية، وCG-2 إلى الحدود الفرنسية عبر نفق إنفاليرا بالقرب من إل باس دي لا كاسا.  في فصل الشتاء، عادة ما يتم إزالة الثلوج من الطرق الرئيسية في أندورا بسرعة وتظل مفتوحة، ولكن الطريق الرئيسي خارج أندورا على الجانب الفرنسي (RN-20 على الجانب الفرنسي وCG-2 على الجانب الأندوري) يتم إزالة الثلوج منه بشكل أقل، وأحيانًا يتم إغلاقه بسبب الانهيارات الجليدية.  الطرق الرئيسية الأخرى خارج أندورا لا فيلا هي CG-3 وCG-4 إلى أركاليس وبال، على التوالي.
تغطي خدمات الحافلات جميع المناطق الحضرية والعديد من المجتمعات الريفية، مع تشغيل الخدمات على معظم الطرق الرئيسية كل نصف ساعة أو أكثر خلال أوقات الذروة. توجد خدمات حافلات طويلة المسافة متكررة من أندورا إلى برشلونة ومطار برشلونة، وأيضًا إلى تولوز ومطار تولوز بلانياك، وتستغرق كل رحلة حوالي 3 ساعات. تخدم خطوط الحافلات أيضًامطار جرندة كوستا برافا والبرتغال عبر لاردة. يتم تشغيل خدمات الحافلات في الغالب من قبل شركات خاصة، ولكن بعض الحافلات المحلية يتم تشغيلها من قبل الحكومة. شركات الحافلات شركات الحافلات الخاصة هي أوتوكارس نادال، كامينو باص، كوبيراتيفا إنتروربانا أندورانا، يورولاينز، هيسبانو أندورانا، ونوفاتيل. 

## الخطوط الجوية
لا توجد مطارات للطائرات ذات الأجنحة الثابتة داخل حدود أندورا، ولكن توجد مهابط طائرات هليكوبتر في لا ماسانا (مهبط طائرات هليكوبتر كامي)، وأرينسال، وإسكالديس-إنجورداني مع خدمات طائرات الهليكوبتر التجارية.  
توفر المطارات القريبة الموجودة في إسبانيا وفرنسا إمكانية الوصول إلى الرحلات الجوية الدولية للإمارة. يوجد مطار يقع في مقاطعة ألت أورغيل الكاتالونية المجاورة، على بعد 12 كم جنوب الحدود الأندورية الإسبانية، ويُسمى مطار أندورا لاسو دورجيل.  ابتداءً من يوليو 2015، قامت بتشغيل رحلات تجارية إلى مدريد وبالما دي مايوركا، واعتبارًا من سبتمبر 2022 يتم تشغيل الرحلات إلى مدريد بواسطة الخطوط الجوية الأيبيرية الإقليمية.
أقرب المطارات الأخرى موجودة في بربينيان، فرنسا (156 كم) ولييدا، إسبانيا (160 كم). أكبر المطارات القريبة موجودة في تولوز، فرنسا (165 كم) وبرشلونة، إسبانيا (215 كم). تتوفر خدمات حافلات كل ساعة من مطاري برشلونة وتولوز إلى أندورا.

## روابط خارجية
- النقل العام في أندورا (باللغات المتعددة)
- وزارة النقل في أندورا